# Hippospongia derasa
Hippospongia derasa är en svampdjursart som beskrevs av Ridley 1884. Hippospongia derasa ingår i släktet Hippospongia och familjen Spongiidae.
Artens utbredningsområde är havet kring Australien. Inga underarter finns listade i Catalogue of Life.